# Ipiaú
Ipiaú, ciudad del estado brasileño de Bahia, tierra del escritor Euclides Neto. Está situado a 353 kilómetros de Salvador de Bahía. De acuerdo con el IBGE, en el año 2022 su población era estimada en 40.706 habitantes. 
Limita con los municipios de Jequié, Itagibá, Ibirataia, Barra do Rocha, Aiquara y Jitaúna.

## Personas destacadas
- Euclides Neto- abogado y escritor
- Rogério Ferrari - Fotógrafo y periodista
- Mauricio Cardim- Fotógrafo
- Emidio Souza Barreto Neto - Miembro del consejo nacional de medio ambiente

- Datos: Q1625857
- Multimedia: Ipiaú / Q1625857